# Йосип Милардович
Йосип Милардович (хорв. Josip Milardović, нар. 10 січня 1982, Оджак) — хорватський футболіст, що грав на позиції півзахисника.
Виступав, зокрема, за клуб «Осієк», а також молодіжну збірну Хорватії.

## Клубна кар'єра
Народився 10 січня 1982 року в місті Оджак. Вихованець футбольної школи клубу «Осієк». Дорослу футбольну кар'єру розпочав 2001 року в основній команді того ж клубу, в якій провів шість сезонів, взявши участь у 127 матчах чемпіонату. Більшість часу, проведеного у складі «Осієка», був основним гравцем команди.
Згодом з 2007 по 2017 рік грав у складі команд «Меджимурьє», «Цибалія», «Славен Белупо», «Гуандун Хуньюань», «Інтер» (Запрешич), «Цибалія», «Тренгану» та «Джаково Кроація».
Завершив ігрову кар'єру у команді «Торпедо» (Кушеваць), за яку виступав протягом 2017—2021 років.

## Виступи за збірну
У 2004 році залучався до складу молодіжної збірної Хорватії. На молодіжному рівні зіграв в одному офіційному матчі.